# Tommaso Laghi
Tommaso Laghi (1709 – 1764) è stato un anatomista e fisiologo italiano.
Tommaso Laghi fu anatomista dell'Università di Bologna e figura molto influente nel mondo medico; fu tra i critici più convinti ed espliciti della teoria del moto muscolare di Albrecht von Haller, e precursore degli studi di Luigi Galvani.
Laghi supponeva che le contrazioni muscolari fossero provocate da un fluido, che scorre attraverso i nervi, di natura elettrica; questa ipotesi combinava in qualche modo la teoria tradizionale degli spiriti animali con i risultati delle ricerche elettriche del tempo; la teoria neuroelettrica sostenuta da Laghi era comunque vaga e infondata: all'enorme apparato sperimentale degli Halleriani, Laghi poteva opporre solo osservazioni occasionali e congetture indimostrabili. Haller e i suoi sostenitori avanzavano alcune obiezioni che Laghi non era in grado di risolvere: la prima riguardava gli effetti di una legatura dei nervi sulla conduzione del segnale nervoso e dell'elettricità, la seconda era basata sulle proprietà elettriche dei nervi.
A differenza di Laghi e di altri aderenti alla teoria neuroelettrica, in seguito Luigi Galvani non si limitò a proporre congetture, ma iniziò un'indagine sistematica sulle rane e altri animali: questo portò Galvani a scrivere nel 1791 la sua opera più famosa, il De viribus electricitatis in motu musculari commentarius.